# Reinhold Messner
Reinhold Andreas Messner (Brixen, 17 de setembro de 1944) é um alpinista, himalaísta, explorador, escritor e ex-político sul-tirolês considerado por muitos como um dos melhores montanhistas de todos os tempos.
Messner foi o primeiro, com Peter Habeler, a escalar o Everest sem utilizar oxigênio suplementar em 1978 e o primeiro a alancear dois anos depois o teto do mundo em solitário, sempre sem oxigênio suplementar, "naquele que é considerado o maior feito do montanhismo em todos os tempos". Em 1978 ele foi também a primeira pessoa que atingiu um oito mil em solitário, o Nanga Parbat.
Na mesma montanha, realizou em 1970 junto com seu irmão Günther a segunda travessia em absoluto de um oito mil (depois do Everest em 1963), subindo pelo lado Rupal, a parede vertical mais alta do mundo, a qual com os seus 4500 metros era ainda inviolada, e descendo pelo lado Diamir. Foi um feito alpinista impressionante, no qual os irmãos Messner foram obrigados a bivacar vários dias sem comida nem abrigo. No final da descida, seu irmão Günther morreu, provavelmente a causa de uma avalancha.
Reinhold Messner foi o primeiro a conseguir escalar todas as catorze montanhas com mais de 8000 metros, sem oxigênio suplementar e desafiando sempre condições e situações extremas com enormes dificuldades técnicas. Completou esse feito desde 1970 até 1986 com um total de 18 subidas, abrindo sete novas rotas — das quais duas em solitário — e realizando a segunda travessa (Nanga Parbat) e a primeira combinação em absoluto de dois cumes em cima de 8000 mil metros (Gasherbrum I & II). Para todos esses feitos o Messner ganhou em 2010 o prestigioso prêmio Piolet d'Or pela carreira.
Foi também o segundo a escalar os sete cumes mais altos dos sete continentes.
Ademais realizou as primeiras travessas da Antártida e da Groenlândia sem meios motorizados (motoneve) o treinados pro animais (trenó com cães). Enfim atravessou em solitário o Deserto de Gobi.

## Algumas subidas
Em seguidas algumas das subidas mais famosas de Messner às Alpes
- Variante Messner - Ortles - 1965 - Com seu irmão Günther
- Via Messner - Pale di San Martino-Cima della Madonna - 15 de outubro 1965 - Com seu irmão Günther[14]
- Via Cassin - Grandes Jorasses/Punta Walker - settembre 1966 - Com Peter Habeler, Sepp Mayerl e Fritz Zambra[15]
- Pilone centrale del Freney - Monte Bianco - 1969 - Com Erich Lackner[16]
- Philipp-Flamm - Monte Civetta/Punta Tissi - 1969 - Primeira em solitário
- Via Messner - Gruppo del Catinaccio/Le Coronelle - 6 de setembro 1969 - Primeira subida com Heini Holzer[17]
- Via Messner-Gruber - Furchetta - 12 agosto 1973 - Primeira subida com Jochen Gruber
- Via Heckmair - Eiger - Subida com Peter Habeler em só 10 horas[18]

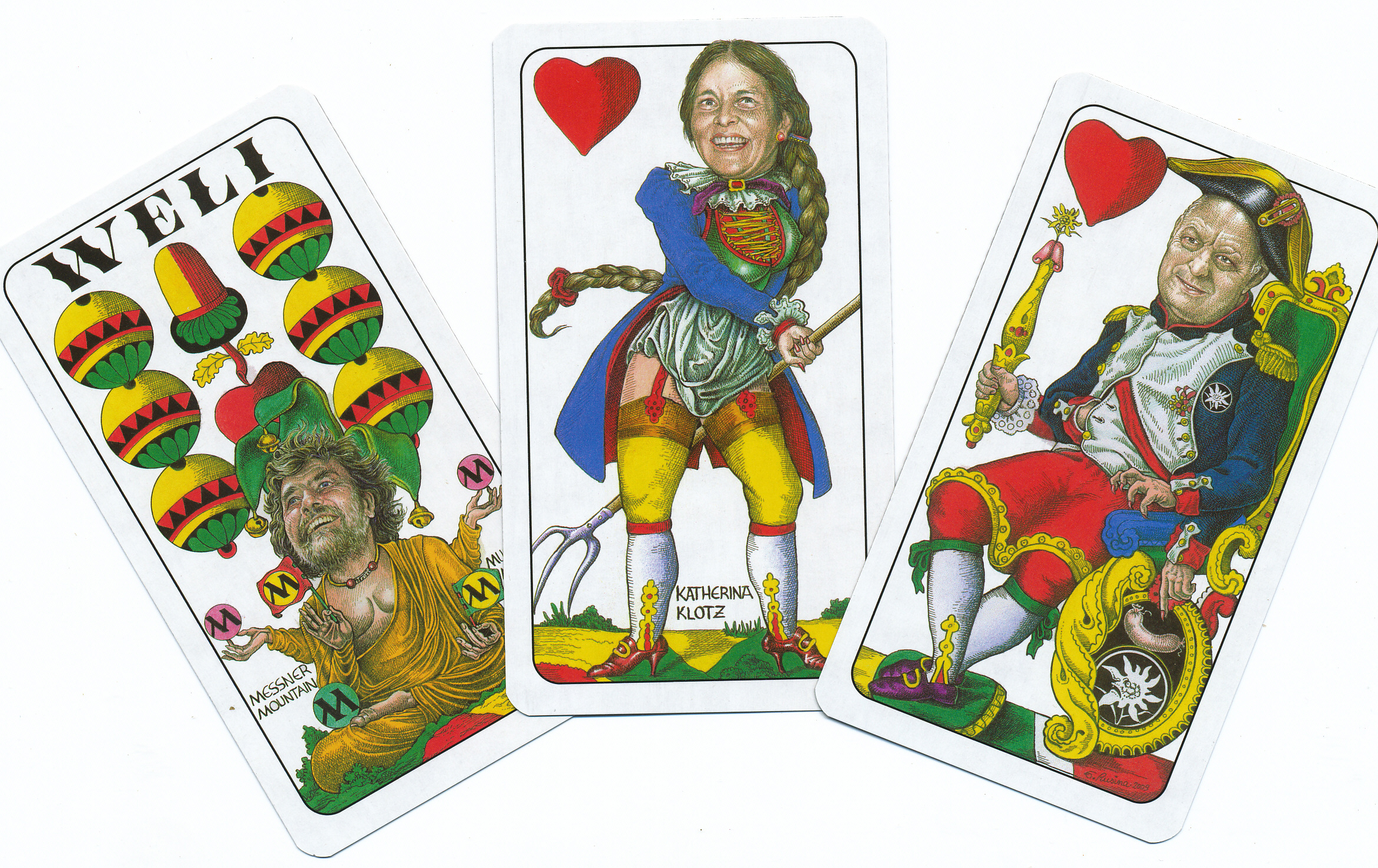
Cartas para jogo de mesa, com personagens sudtiroleses famosos, entre os quais Messner, Eva Klotz e Luis Durnwalder, desenhadas para Egon Rusina

## A coroa do Himalaia
A seguida todas as escaladas realizadas por Messner (inclusive as repetições) das 14 montanhas com mais de 8000 metros de altitude
| #  | Montanha                   | Altitude                   | Data                   | Descrição |
| -- | -------------------------- | -------------------------- | ---------------------- | --- |
| 1  | Nanga Parbat               | 8125 m n.m.m.              | 27 de Junho de 1970    | Nova rota pela inviolada parede Rupal, realizada junto com o irmão Günther; também a segunda travessa em absoluto de uma montanha em cima dos 8000 metros com decida pelo lado Diamir.                                                                                 |
| 2  | Manaslu                    | 8163 m n.m.m               | 25 de Abril de 1972    | Nova rota pela inviolada parede sudoeste da qual nem existia uma fotografia. Primeira escalada do Manaslu sem oxigênio engarrafado. |
| 3  | Gasherbrum I               | 8068 m n.m.m               | 10 de Agosto de 1975   | Subida com Peter Habeler pelo lado norte. Primeira escalada do Gasherbrum I sem oxigênio engarrafado. |
| 4  | Everest                    | 8848 m n.m.m               | 8 de Maio de 1978      | Subida com Peter Habeler pelo lado sul. Primeira escalada do Everest sem oxigênio engarrafado; feito que até aquele momento foi considerado fisiologicamente impossível para um ser humano.                                                                            |
|    | Nanga Parbat               | 8125 m n.m.m               | 9 de Agosto de 1978    | Primeira escalada em solitário pelo lado Diamir por uma nova rota (nunca mais repetida) e primeira solitária em absoluto de uma montanha com mais de 8000 metros. |
| 5  | K2                         | 8609 m n.m.m               | 12 de Julho de 1979    | Subida com Michl Dacher pelo esporão Abruzzi. Primeira escalada do K2 parcialmente em estilo alpino. |
|    | Everest                    | 8848 m n.m.m               | 20 de Agosto de 1980   | Primeira escalada em solitário do Everest, sempre sem oxigênio engarrafado. Nova variante pelo lado norte. |
| 6  | Shishapangma               | 8027 m n.m.m               | 28 de Maio de 1981     | Subida com Friedl Mutschlechner. |
| 7  | Kanchenjunga               | 8586 m n.m.m               | 6 de Maio de 1982      | Subida com Friedl Mutschlechner, parcialmente em estilo alpino, por uma nova variante na parede norte. |
| 8  | Gasherbrum II              | 8035 m n.m.m               | 24 de Julho de 1982    | Subida com os paquistaneses Sher Khan e Nazir Sabir pela crista sudoeste. |
| 9  | Broad Peak                 | 8047 m n.m.m               | 2 de Agosto de 1982    | Subida com os paquistaneses Sher Khan e Nazir Sabir pelo lado oeste. Messner se tornou o primeiro alpinista que subiu três monthanhas em cima dos 8000 metros na mesma temporada.                                                                                      |
| 10 | Cho Oyu                    | 8201 m n.m.m               | 5 de Maio de 1983      | Subida com Hans Kammerlander e Michl Dacher por uma nova rota. |
|    | Gasherbrum II Gasherbrum I | 8035 m n.m.m 8.068 m n.m.m | 25-28 Junho de 1984    | Primeira combinação do Gasherbrum II com o Gasherbrum I, realizada junto com Hans Kammerlander; também a primeira combinação absoluta de duas montanhas com mais de 8000 metros; ou seja realizando as duas escaladas em uma vez só, sem voltar pelo acampamento base. |
| 11 | Annapurna                  | 8091m n.m.m                | 24 de Abril de 1985    | Nova rota pela inviolada parede noroeste com Hans Kammerlander. |
| 12 | Dhaulagiri                 | 8167 m n.m.m               | 15 de Maio de 1985     | Subida com Hans Kammerlander pela parede leste. |
| 13 | Makalu                     | 8462 m n.m.m               | 26 de Setembro de 1986 | Subida com Hans Kammerlander e Friedl Mutschlechner pela rota dos franceses. |
| 14 | Lhotse                     | 8516 m n.m.m               | 16 de Outubro de 1986  | Subida com Hans Kammerlander pelo lado sul. Messner se tornou o primeiro ser humano que conseguiu atingir os cumes de todas as 14 montanhas com mais de 8000 metros |